# Tubarão (músico)
Joseff Gomes da Silva, mais conhecido pelo apelido de Tubarão, é um DJ e o vocalista e compositor da banda Conexão Baixada.
Inspirado por grupos musicais como o "Racionais MC's", "Beastie Boys", "Rage Against the Machine" entre outros grupos, o cantor, com pai violinista e tios que também tocavam, montou seu primeiro grupo de rap aos 12 anos de idade que era composto por um D.J, e três MC's
Em 2007, ele interpretou um ministro na gravação do longametragem O Magnata e, em 2016,  teve duas de suas músicas (as músicas "Pra Todas Elas" e "Sem Noção") como fundo do filme Uma Loucura de Mulher.
Como DJ, foi o primeiro a ser indicado  ao Grammy Latino 2016 em seu primeiro CD solo, o Faz a Festa Funk, com a faixa “Pra todas elas”..

## Vida pessoal
Casou-se com Julie Pinho, conhecida popularmente como a dançarina do grupo É o Tchan!, e que é filha da ex-chacrete Marcinha, que na verdade se chama Tereza.

## Álbuns

### Solo
- Faz a Festa Funk (2016, CD);
- DJ Tubarão apresenta: O baile do MC Maneirinho. (2016, EP).

### Com a Conexão Baixada
- Pássaro sem dono (2009, Álbum de estúdio);
- Pra que lutar em vão (2013, DVD).

## Ligação externa
- Tubarão. no IMDb.
- djtubarao_oficialrj no X
- Djtubarão no Instagram
- Dj Tubarão Rj no SoundCloud
- Dj Tubarão TV no YouTube